# جیمز رولند آنجل

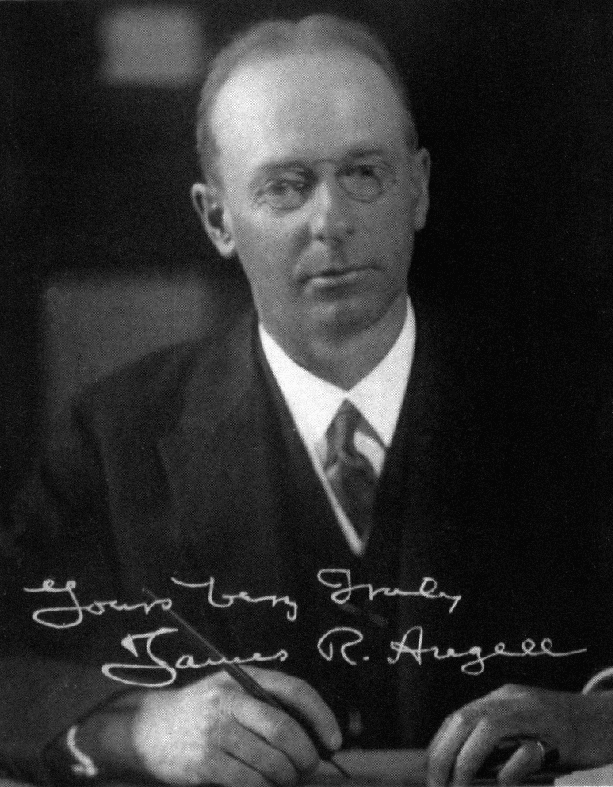
جیمز رولند آنجل(۱۹۲۲)

جیمز رولند آنجل (به انگلیسی: James Rowland Angell) ‏ (زاده ۸ مه ۱۸۶۹ – درگذشته ۴ مارس ۱۹۴۹) از روانشناسان نام‌آور آمریکایی بود.
جیمز رولند آنجل جنبش کارکردگرایی را به صورت یک مکتب فکری کارآمد درآورد. او بخش روان‌شناسی در دانشگاه شیکاگو را به صورت بانفوذترین مرکز روز، یعنی محل اصلی تربیت روانشناسان کارکردگرا درآورد.
آنجل در یک خانواده دانشگاهی در ورمانت زاده شد. پدربزرگش رئیس دانشگاه براون در پراویدنس، رودآیلند و پدرش ابتدا رئیس دانشگاه ورمانت و بعد رئیس دانشگاه میشیگان بود. آنجل تحصیلات کارشناسی خود را در میشیگان گذراند که در آنجا زیر نظر دیویی کتاب اصول روان‌شناسی جیمز را خواند. آنجل گزارش می‌کند که این کتاب بیش از هر کتابی که خوانده بود بر تفکر او تأثیر گذاشت. یکسال با جیمز در هاروارد کار کرد و درجه کارشناسی ارشد را در ۱۸۹۲ دریافت کرد.
وقتی با نومیدی فهمید که وونت آن سال دانشجوی دیگری را در لایپزیک نمی‌پذیرد تحصیلات تکمیلی خود را در دانشگاه هال آلمان ادامه داد. آنجا درجه دکتری خود را دریافت نکرد. رساله‌اش مشروط پذیرفته شد - نیاز داشت که آن را به آلمانی بهتری بازنویسی کند - اما برای این کار مجبور بود بدون هیچ منبع درآمدی در هال بماند. او تصمیم گرفت به جای این کار، شغلی را در دانشگاه مینه‌سوتا بپذیرد، جایی که اگرچه حقوقش پایین بود بهتر از هیچ بود، به ویژه برای مرد جوانی که مشتاق بود به چهار سال نامزدی خاتمه دهد و ازدواج کند. اگرچه آنجل هرگز دکترا نگرفت و در اعطای درجه دکتری به بسیاری از افراد دیگر نقش عمده داشت و در جریان زندگی شغلی‌اش ۲۳ درجه افتخاری دریافت کرد.
آنجل پس از یکسال از مینه‌سوتا به دانشگاه شیکاگو رفت و مدت ۲۵ سال در آنجا ماند. به پیروی از سنت خانوادگی رئیس دانشگاه ییل شد و در آنجا به توسعه مؤسسه روابط انسانی کمک کرد. در (۱۹۰۶) به عنوان پانزدهمین رئیس انجمن روان‌شناسی آمریکا برگزیده شد. پس از بازنشستگی از زندگی حرفه‌ای دانشگاهی در هیئت امنای بنگاه سخن‌پراکنی ملی خدمت کرد.

## آنجل و کارکردگرایی
او سه مضمون اصلی جنبش کارکردگرایی را اینگونه مطرح ساخت:
1. روان‌شناسی کارکردی، برعکس روان‌شناسی عناصر ذهنی (ساختارگرایی)، روان‌شناسی عملیات‌ذهنی است. عنصرگرایی تیچنر هنوز نیرومند بوده و آنجل کارکردگرایی را در مخالفت مستقیم با آن ترغیب می‌کرد. تکلیف آن این است که کشف کند که فرایند ذهنی چگونه عمل می‌کند، چه چیزی انجام می‌دهد و تحت چه شرایطی رخ می‌دهد.
2. روان‌شناسی کارکردی روان‌شناسی سودمندی‌های بنیادی هشیاری است. در این روح سودگرایانه، هشیاری به این صورت دیده می‌شود که به عنوان میانجی بین نیازهای موجود زنده و خواست‌های محیط آن عمل می‌کند. ساختارها و کارکردهای موجود زنده وجود دارند زیرا، آنها با امکان دادن به موجود زنده که با محیط خود سازگار شود آن را توانا ساخته‌اند که به حیات خود ادامه دهد. آنجل باور داشت که چون هشیاری ادامه حیات داده‌است آن نیز باید خدمت اساسی به موجود زنده انجام داده باشد. کارکردگرایی باید به‌طور دقیق کشف کند این خدمت، نه فقط از لحاظ هشیاری، بلکه از جهت فرایندهای ذهنی مشخص‌تر، مانند داوری و خواستن، نیز چه بوده‌است.
3. روان‌شناسی کارکردی روان‌شناسی روابط روانی-جسمی (ذهن / بدن) است و به رابطه کلی موجود زنده با محیطش می‌پردازد. کارکردگرایی تمام کارکردهای ذهن / بدن را در بر می‌گیرد و بر این باور است که هیچ تمایز واقعی بین ذهن و بدن وجود ندارد و آنها را به صورت هستی‌ها یا جوهره‌های متفاوت تلقی نمی‌کند، از یک ترتیب واحد پیروی می‌کند و انتقال از یکی به دیگری به آسانی صورت می‌پذیرد.